# Clotilde Valter
Pour les articles homonymes, voir Valter (homonymie).
Clotilde Valter, née le 24 juin 1962 à Béthune (Pas-de-Calais), est une haute fonctionnaire et femme politique française.

## Biographie

### Famille
Clotilde Valter est née le 24 juin 1962 à Béthune (Pas-de-Calais), elle a un frère.
Sa mère, Françoise Valter, est la fondatrice d'Essor Espoir (une association d'aide sociale, disparue en 2021).

### Formation
Après une scolarité dans le Nord, sanctionnée par un baccalauréat en 1980, au lycée Saint-Rémi, à Roubaix, Clotilde Valter est diplômée de Sciences-Po en 1983 et intègre l'École nationale d’administration en 1984.

### Carrière politique

#### Débuts
À sa sortie, en juin 1987 (Promotion Fernand Braudel), elle intègre l’inspection générale de l’administration près le ministre de l’Intérieur. Elle est nommée en 1991 par Lionel Jospin, ministre de l'Éducation nationale, pour intégrer son cabinet. Après la défaite socialiste de 1993, elle est nommée sous-directrice de la programmation et des études à la direction financière du ministère de l'Intérieur.

#### Conseillère technique auprès du Premier ministre
Devenu Premier ministre, Lionel Jospin l'appelle en juin 1997 comme conseillère à Matignon pour suivre les affaires intérieures. Clotilde Valter, notamment chargée des affaires corses, doit gérer l'affaire concernant l'assassinat de Claude Érignac et l'affaire des paillotes. Elle est entendue lors de l’enquête sur l’incendie de la paillote « Chez Francis » impliquant des gendarmes en Corse à propos de ses relations avec l’ancien préfet Bernard Bonnet.

#### Mandats locaux
L'ancienne ministre des Droits des femmes, Yvette Roudy, lui demande en 1999 de venir travailler avec elle à Lisieux. Troisième sur la liste aux municipales, elle siège dans l'opposition municipale après la victoire de Bernard Aubril en mars 2001.
Candidate aux législatives de juin 2002, elle est battue par Claude Leteurtre avant d'essuyer un nouveau revers en 2007.
Elle devient conseillère générale du Calvados (canton de Lisieux-2) en mars 2004 et est réélue en 2011. Elle ne se représente pas en 2015.
Tête de liste aux élections municipales de mars 2008, elle ne parvient pas à éviter une nouvelle victoire de la liste de Bernard Aubril. Candidate aux sénatoriales en septembre 2008, elle échoue de peu à faire tomber René Garrec.
Directrice de campagne de Laurent Beauvais lors des élections régionales de 2010, elle est réélue nettement, avec plus de 60 % des voix au second tour, lors des élections cantonales de mars 2011. Elle devient alors présidente du groupe socialiste et radical de l'assemblée départementale du Calvados.
Elle est tête de liste à nouveau en 2020 pour la mairie de Lisieux, ladite liste étant soutenue par le Parti socialiste. Sa liste arrive en deuxième position des suffrages le 28 juin, derrière celle de Sébastien Leclerc.
Elle est élue en juillet 2020 vice-présidente de la communauté d'agglomération Lisieux Normandie, mais démissionne le 30 décembre 2023 pour des « raisons personnelles ».

#### Mandats nationaux
Le 17 juin 2012, elle est élue députée de la 3e circonscription du Calvados, avec 51,20 % des suffrages, contre 48,80 % au député centriste sortant Claude Leteurtre. À l’Assemblée nationale, elle s’est investie sur les dossiers industriels (accord entre l’État et Mittal, situation de la sidérurgie et de la métallurgie, fermeture de l’usine Goodyear d’Amiens, centres techniques industriels) et est rapporteur de la commission d’enquête sur les prix de l’électricité.
Militante de la simplification du « millefeuille territorial », elle est nommée secrétaire d'État à la Réforme de l'État et à la Simplification dans le gouvernement Valls II le 17 juin 2015 à la suite d'un remaniement technique et s’attelle à simplifier le quotidien des entreprises et des usagers des services publics.
Elle est nommée secrétaire d'État auprès de la ministre du Travail, de l'Emploi, de la Formation professionnelle et du Dialogue social, chargée de la Formation professionnelle et de l'Apprentissage le 11 février 2016.

#### Fonctions partisanes
À l'issue du congrès de Reims (novembre 2008), lors duquel elle est signataire avec Bertrand Delanoë et François Hollande de la motion A, elle est nommée secrétaire nationale chargée des questions de défense et membre du Bureau national du Parti socialiste.
En 2018, elle soutient la candidature de Stéphane Le Foll pour le congrès d'Aubervilliers du PS.
En 2022, après l’alliance du PS avec les autres partis de gauche dans le cadre de la Nouvelle Union populaire écologique et sociale, elle annonce quitter ce parti et ne pas se présenter aux législatives alors qu'elle avait reçu l’investiture du PS.
Proche de Bernard Cazeneuve, elle est une membre active de La Convention, le mouvement que celui-ci a créé en 2023.
Elle est également une « amie » de l'ancienne première ministre Élisabeth Borne.

## Distinction
- Chevalière de la Légion d'honneur[12]